# Championnat d'Europe de football des moins de 17 ans
Cet article traite de l'épreuve masculine. Pour la compétition féminine, voir Championnat d'Europe de football féminin des moins de 17 ans.
Le Championnat d'Europe de football des moins de 17 ans est une compétition de football organisée par l'UEFA. De 1982 à 2001, cette épreuve était dénommée Euro des moins de 16 ans. Ce tournoi sert de qualification pour la Coupe du monde de football des moins de 17 ans.

## Histoire et format
La première édition du championnat d'Europe des moins de 16 ans a lieu en 1982 en Italie. Le championnat est alors ouvert aux sélections nationales des joueurs de moins de 16 ans (cadets en France) des fédérations membres de l'UEFA. La deuxième édition se déroule en 1984 et par la suite la compétition est organisée tous les ans. Pour la saison 1997-1998, les règles d'éligibilité changent : la limite de jour de naissance passe du 1er août au 1er janvier. La compétition garde cependant le nom d'Euro -16 ans jusqu'en 2001. À partir de 2001-2002, ce championnat d'Europe est renommé Euro des moins de 17 ans, sans nouveau changement de catégorie d'âge.
Le titre de champion d'Europe de la catégorie est attribué à l'issue d'une finale. En 1987, le titre n'est pas attribué car l'Italie, vainqueur de la finale contre l'Union soviétique, avait aligné un joueur non-éligible. Lors des années impaires, les cinq ou six meilleures équipes du tournoi obtiennent leur qualification pour la phase finale de la Coupe du monde de football des moins de 17 ans de l'année suivante. Il s'agit des quatre demi-finalistes plus le ou les meilleurs quarts-de-finalistes. Ainsi, suivant les éditions, un ou deux matchs de qualification pour le mondial peut avoir lieu pendant l'Euro entre des perdants en quart-de-finale pour attribuer la dernière place (ou les deux dernières) de la zone européenne en coupe du monde.
De 1982 à 2006, un match de classement pour la troisième place est également disputé.
| Période   | Format                                                                               | Nombre de participants |
| --------- | ------------------------------------------------------------------------------------ | ---------------------- |
| 1982–1984 | Demi-finales, petite finale et finale                                                | 4                      |
| 1985–1992 | Quatre groupes de 4 équipes, demi-finales, petite finale et finale                   | 16                     |
| 1993–2002 | Quatre groupes de 4 équipes, quarts de finale, demi-finales, petite finale et finale | 16                     |
| 2003–2006 | Deux groupes de 4 équipes, demi-finales, petite finale et finale                     | 8                      |
| 2007–2014 | Deux groupes de 4 équipes, demi-finales et finale                                    | 8                      |
| 2015–2024 | Quatre groupes de 4 équipes, quarts de finale, demi-finales et finale                | 16                     |
| 2025–     | Deux groupes de 4 équipes, demi-finales et finale                                    | 8                      |

## Palmarès

### Championnat d'Europe des moins de 16 ans
De 1982 à 2001, La compétition est dénommée "championnat d'Europe des moins de 16 ans". Jusqu'en 1997 elle concerne les joueurs fêtant leurs 17 ans le 1er août de l'année de la fin de la compétition. Pour la saison 1997-1998, la limite d'âge passe du 1er août au 1er janvier.
| Édition | Année | Pays hôte            | Vainqueur            | Finaliste            | Troisième place    | Quatrième place      |
| ------- | ----- | -------------------- | -------------------- | -------------------- | ------------------ | -------------------- |
| 1er     | 1982  | Italie               | Italie               | Allemagne de l'Ouest | Yougoslavie        | Finlande             |
| 2e      | 1984  | Allemagne de l'Ouest | Allemagne de l'Ouest | URSS                 | Angleterre         | Yougoslavie          |
| 3e      | 1985  | Hongrie              | URSS                 | Grèce                | Espagne            | Allemagne de l'Est   |
| 4e      | 1986  | Grèce                | Espagne              | Italie               | URSS               | Allemagne de l'Est   |
| 5e      | 1987  | France               | Italie (2)           | URSS                 | France             | Turquie              |
| 6e      | 1988  | Espagne              | Espagne (2)          | Portugal             | Allemagne de l'Est | Allemagne de l'Ouest |
| 7e      | 1989  | Danemark             | Portugal             | Allemagne de l'Est   | France             | Espagne              |
| 8e      | 1990  | Allemagne de l'Est   | Tchécoslovaquie      | Yougoslavie          | Pologne            | Portugal             |
| 9e      | 1991  | Suisse               | Espagne (3)          | Allemagne            | Grèce              | France               |
| 10e     | 1992  | Chypre               | Allemagne (2)        | Espagne              | Italie             | Portugal             |
| 11e     | 1993  | Turquie              | Pologne              | Italie               | Tchécoslovaquie    | France               |
| 12e     | 1994  | Irlande              | Turquie              | Danemark             | Ukraine            | Autriche             |
| 13e     | 1995  | Belgique             | Portugal (2)         | Espagne              | Allemagne          | France               |
| 14e     | 1996  | Autriche             | Portugal (3)         | France               | Israël             | Grèce                |
| 15e     | 1997  | Allemagne            | Espagne (4)          | Autriche             | Allemagne          | Suisse               |
| 16e     | 1998  | Écosse               | Irlande              | Italie               | Espagne            | Portugal             |
| 17e     | 1999  | Tchéquie             | Espagne (5)          | Pologne              | Allemagne          | Tchéquie             |
| 18e     | 2000  | Israël               | Portugal (4)         | Tchéquie             | Pays-Bas           | Grèce                |
| 19e     | 2001  | Angleterre           | Espagne (6)          | France               | Croatie            | Angleterre           |

Légende: (-) = indication du nombre de titres à partir du deuxième

### Championnat d'Europe des moins de 17 ans
À partir de l'édition 2001-2002, la compétition est renommée championnat d'Europe des moins de 17 ans, mais concerne toujours la même catégorie d'âge.
À partir de 2007, le match pour la troisième place n'est plus disputé.
| Édition | Année | Pays hôte  | Vainqueur    | Finaliste | Troisième place | Quatrième place |
| ------- | ----- | ---------- | ------------ | --------- | --------------- | --------------- |
| 20e     | 2002  | Danemark   | Suisse       | France    | Angleterre      | Espagne         |
| 21e     | 2003  | Portugal   | Portugal (5) | Espagne   | Autriche        | Angleterre      |
| 22e     | 2004  | France     | France       | Espagne   | Portugal        | Angleterre      |
| 23e     | 2005  | Italie     | Turquie (2)  | Pays-Bas  | Italie          | Croatie         |
| 24e     | 2006  | Luxembourg | Russie       | Tchéquie  | Espagne         | Allemagne       |

| Édition | Année | Pays hôte     | Vainqueur                                              | Finaliste                                              | Demi-finalistes                                        |
| ------- | ----- | ------------- | ------------------------------------------------------ | ------------------------------------------------------ | ------------------------------------------------------ |
| 25e     | 2007  | Belgique      | Espagne (7)                                            | Angleterre                                             | Belgique, France                                       |
| 26e     | 2008  | Turquie       | Espagne (8)                                            | France                                                 | Pays-Bas, Turquie                                      |
| 27e     | 2009  | Allemagne     | Allemagne (3)                                          | Pays-Bas                                               | Italie, Suisse                                         |
| 28e     | 2010  | Liechtenstein | Angleterre                                             | Espagne                                                | France, Turquie                                        |
| 29e     | 2011  | Serbie        | Pays-Bas                                               | Allemagne                                              | Danemark, Angleterre                                   |
| 30e     | 2012  | Slovénie      | Pays-Bas (2)                                           | Allemagne                                              | Pologne, Géorgie                                       |
| 31e     | 2013  | Slovaquie     | Russie (2)                                             | Italie                                                 | Suède, Slovaquie                                       |
| 32e     | 2014  | Malte         | Angleterre (2)                                         | Pays-Bas                                               | Écosse, Portugal                                       |
| 33e     | 2015  | Bulgarie      | France (2)                                             | Allemagne                                              | Belgique, Russie                                       |
| 34e     | 2016  | Azerbaïdjan   | Portugal (6)                                           | Espagne                                                | Pays-Bas, Allemagne                                    |
| 35e     | 2017  | Croatie       | Espagne (9)                                            | Angleterre                                             | Allemagne, Turquie                                     |
| 36e     | 2018  | Angleterre    | Pays-Bas (3)                                           | Italie                                                 | Belgique, Angleterre                                   |
| 37e     | 2019  | Irlande       | Pays-Bas (4)                                           | Italie                                                 | Espagne, France                                        |
| 38e     | 2020  | Estonie       | Éditions annulées en raison de la pandémie de Covid-19 | Éditions annulées en raison de la pandémie de Covid-19 | Éditions annulées en raison de la pandémie de Covid-19 |
| 38e     | 2021  | Chypre        | Éditions annulées en raison de la pandémie de Covid-19 | Éditions annulées en raison de la pandémie de Covid-19 | Éditions annulées en raison de la pandémie de Covid-19 |
| 38e     | 2022  | Israël        | France (3)                                             | Pays-Bas                                               | Portugal, Serbie                                       |
| 39e     | 2023  | Hongrie       | Allemagne (4)                                          | France                                                 | Pologne, Espagne                                       |
| 40e     | 2024  | Chypre        | Italie (3)                                             | Portugal                                               | Danemark, Serbie                                       |
| 41e     | 2025  | Albanie       | Portugal (7)                                           | France                                                 | Belgique, Italie                                       |

Légende: () = indication du nombre de victoires à partir du deuxième titre

### Résultats cumulés
De 1982 à 2025, l'équipe d'Espagne possède le meilleur palmarès avec neuf titres de champion d'Europe et six finales perdues. Les trois autres meilleurs palmarès sont ceux du Portugal (sept titres), des Pays-Bas et de l'Allemagne (quatre titres). Au total ce sont quatorze sélections (dont deux aujourd'hui disparues) qui inscrivent cette compétition à leur palmarès.
| Rang | Pays                 | Vainqueur                                                | Finaliste                              | Demi-finaliste                                     |
| ---- | -------------------- | -------------------------------------------------------- | -------------------------------------- | -------------------------------------------------- |
| 1    | Espagne              | 9 (1986, 1988, 1991, 1997, 1999, 2001, 2007, 2008, 2017) | 6 (1992, 1995, 2003, 2004, 2010, 2016) | 7 (1985, 1989, 1998, 2002, 2006, 2019, 2023)       |
| 2    | Portugal             | 7 (1989, 1995, 1996, 2000, 2003, 2016, 2025)             | 2 (1988, 2024)                         | 6 (1990,1992, 1998, 2004, 2014, 2022)              |
| 3    | Allemagne            | 4 (1984, 1992, 2009, 2023)                               | 5 (1982, 1991, 2011, 2012, 2015)       | 7 (1988, 1995, 1997, 1999, 2006, 2016, 2017)       |
| 4    | Pays-Bas             | 4 (2011, 2012, 2018, 2019)                               | 4 (2005, 2009, 2014, 2022)             | 3 (2000, 2008, 2016)                               |
| 5    | Italie               | 3 (1982, 1987, 2024)                                     | 6 (1986, 1993, 1998, 2013, 2018, 2019) | 4 (1992, 2005, 2009, 2025)                         |
| 6    | France               | 3 (2004, 2015, 2022)                                     | 6 (1996, 2001, 2002, 2008, 2023, 2025) | 8 (1987, 1989, 1991, 1993, 1995, 2007, 2010, 2019) |
| 7    | Angleterre           | 2 (2010, 2014)                                           | 2 (2007, 2017)                         | 7 (1984, 2001, 2002, 2003, 2004, 2011, 2018)       |
| 8    | Turquie              | 2 (1994, 2005)                                           |                                        | 4 (1987, 2008, 2010, 2017)                         |
| 9    | Russie               | 2 (2006, 2013)                                           |                                        | 1 (2015)                                           |
| 10   | URSS                 | 1 (1985)                                                 | 2 (1984, 1987)                         | 1 (1986)                                           |
| 11   | Pologne              | 1 (1993)                                                 | 1 (1999)                               | 3 (1990, 2012, 2023)                               |
| 12   | Suisse               | 1 (2002)                                                 |                                        | 2 (1997, 2009)                                     |
| 13   | Tchécoslovaquie      | 1 (1990)                                                 |                                        | 1 (1993)                                           |
| 14   | République d'Irlande | 1 (1998)                                                 |                                        |                                                    |
| 15   | Tchéquie             |                                                          | 2 (2000, 2006)                         | 1 (1999)                                           |
| 16   | Grèce                |                                                          | 1 (1985)                               | 3 (1991, 1996, 2000)                               |
| »    | Allemagne de l'Est   |                                                          | 1 (1989)                               | 3 (1985, 1986, 1988)                               |
| 18   | Yougoslavie          |                                                          | 1 (1990)                               | 2 (1982, 1984)                                     |
| »    | Autriche             |                                                          | 1 (1997)                               | 2 (1994, 2003)                                     |
| »    | Danemark             |                                                          | 1 (1994)                               | 2 (2011, 2024)                                     |
| 21   | Belgique             |                                                          |                                        | 4 (2007, 2015, 2018, 2025)                         |
| 22   | Croatie              |                                                          |                                        | 2 (2001, 2005)                                     |
| »    | Serbie               |                                                          |                                        | 2 (2022, 2024)                                     |
| 24   | Finlande             |                                                          |                                        | 1 (1982)                                           |
| »    | Ukraine              |                                                          |                                        | 1 (1994)                                           |
| »    | Israël               |                                                          |                                        | 1 (1996)                                           |
| »    | Géorgie              |                                                          |                                        | 1 (2012)                                           |
| »    | Suède                |                                                          |                                        | 1 (2013)                                           |
| »    | Slovaquie            |                                                          |                                        | 1 (2013)                                           |
| »    | Écosse               |                                                          |                                        | 1 (2014)                                           |

## Récompenses individuelles
| Édition | Meilleur joueur     |
| ------- | ------------------- |
| 2002    | Wayne Rooney        |
| 2003    | Miguel Veloso       |
| 2004    | Cesc Fàbregas       |
| 2005    | Nuri Şahin          |
| 2006    | Toni Kroos          |
| 2007    | Bojan Krkić         |
| 2008    | Danijel Aleksić     |
| 2009    | Mario Götze         |
| 2010    | Connor Wickham      |
| 2011    | Kyle Ebecilio       |
| 2012    | Max Meyer           |
| 2013    | Anton Mitryushkin   |
| 2014    | Steven Bergwijn     |
| 2015    | Odsonne Édouard     |
| 2016    | José Gomes          |
| 2017    | Jadon Sancho        |
| 2018    | -                   |
| 2019    | Sebastiano Esposito |
| 2022    | -                   |
| 2023    | Paris Brunner       |
| 2024    | Francesco Camarda   |
| 2025    | Rafael Quintas      |